# Guy Skornik
 (août 2014).
Si vous disposez d'ouvrages ou d'articles de référence ou si vous connaissez des sites web de qualité traitant du thème abordé ici, merci de compléter l'article en donnant les références utiles à sa vérifiabilité et en les liant à la section « Notes et références ».
Guy Skornik, né à Paris 14e le 15 novembre 1947, est un auteur-compositeur-interprète français. Il est un des fondateurs de la radio libre parisienne Ici et Maintenant !.

## Biographie
Guy Skornik pratique le piano dès l'âge de 5 ans. Il obtient plusieurs prix du Conservatoire national supérieur de musique et de danse de Paris en piano, harmonie et composition. 
Recruté en 1967 par Richard Bennett, directeur artistique chez Polydor, Guy Slornik sort son premier 45 tours Les Quatre Saisons de l'amour. Celui-ci reçoit le Prix de la Critique à la Rose d'Or d'Antibes. La même année paraît Aimer la vie avec le titre Hippy aime le monde régulièrement programmé sur Europe 1.
En 1969, en collaboration avec l'auteur François Wertheimer, il compose l'album Popera Cosmic avec des arrangements de William Sheller : Les Esclaves et La Chanson du lièvre de Mars.  
En 1970, il sort chez Pathé Marconi son premier album, Pour Pauwels, en hommage à l'auteur du Matin des magiciens. L'album, qui intègre le titre Qu'est-ce que le dream ?, est réédité en 2013 par Lion productions. 
En 1971, il enregistre d'autres 45 tours :  Des arbres de fer et Amour fou.
En 1973, Guy Skornik est engagé par Philips. Il sort l'album Histoires de fous avec le single Simon Leivkovitch. En 1974 est publié Histoires d'amour avec les singles Je l'aime en bleu et La Promenade qui connaissent un fort succès au Québec. En parallèle, il compose et écrit des chansons pour Gérard Lenorman (paroles de Il en 1971), pour Michel Delpech (62 nos quinze ans en 1972, Les Aveux en 1973) et pour Michel Jonasz (paroles de Lac Balaton, 1975). Il compose également des musiques de films et des comédies musicales pour Jean Kerchbron, Alejandro Jodorowsky, Raoul Sangla. 
Après sa rencontre avec des lamas tibétains il publie l'album Namasté (1976) puis Ils viennent du futur (1980) chez RCA.
En 1977 et 1978, il co-anime avec Didier de Plaige les émissions Le Bain de minuit sur France Inter et Un sur cinq sur Antenne 2 qui traitent d'ésotérisme. Il rencontre Zab (Élisabeth Skornik ) en 1978. Avec elle, Didier de Plaige et Gérard Lemaire, il co-crée la radio libre Ici et Maintenant à Paris le 21 juin 1980. 
En 1983, Guy et Zab Skornik composent pour la publicité et la télévision. Ils montent un home studio, Guy aux claviers et Zab à la programmation des machines. Ils créent alors des habillages de chaînes télé (la Sept puis le premier habillage d'Arte), des génériques, des musiques de films documentaires, de films publicitaires. Ils travaillent aussi pour des réalisateurs tels que Philippe Truffault, Olivier Kuntzel, Joël Guénoun, Pierre Trividic, Patrice Franceschi, Jeanne Mascolo de Filippis, Jean-Louis Daniel, Patrick Cabouat, Laure Delesalle, Emmanuel Blanchard ou Julien Johan ainsi que pour des maisons de production (la Sept-Arte, Télé Images Productions, Léo Productions, Ex Nihilo, Flach Film, Cipango, Claude Héroux, Well Well Well, Protécréa, Program33, Phares et Balises…). Ils inventent ensemble la "musique électro-ménagère" pour le film de Jérôme Lefdup réalisé pour l'exposition Les Bons Génies de la vie domestique au Centre Pompidou, octobre 2000-janvier 2001. 
Depuis 2000, Guy et Zab composent également pour les librairies musicales : Koka Media Universal, Kaptain Music et Cézame. Ils collaborent avec le réalisateur et producteur Francis Wolff sur la bande-son de plusieurs courts métrages dont King Richard, Raogo, Démence, Pour Sonia.

## Discographie
- Les Quatre saisons de l'amour (EP, 1967)
- Aimer la vie (EP, 1967)
- Pour Pauwels (1971)
- Je ne veux qu'un sourire (45 tours, 1971)
- Amour fou (45 tours, 1971)
- Chansons pour mes parents (45 tours, 1972)
- Histoires de fous (1973)
- Histoires d'amour (1974)
- Namasté (1976)
- Ils viennent du futur (1980)
- Le Discours, l'Asile d'Alfred Neumann, WEA (1985)
- Zalbum, Pathé EMI (1989)
- Skornik et Skornik, Art of Loops Koka (2000)
- Underscore Koka (2001)
- Drama Games Koka (2002)
- Electronic Arts, Koka (2003)
- Investigations, Cézame (2004)
- The Sound of Science, Cézame (2005)
- Crisis and Consequences, Cézame (2006)
- Time, Universal (2007)
- Drama Chronicles, Universal (2008)
- The Fly on the Wall, Cézame (2009)
- Drama Games II, Universal (2010)
- Ressources Humaines, Cézame (2011)
- Idea, Cézame (2012)
- Crises et Consequences (2013)
- The Emotion of Movement, Cézame (2014)
- The Arts and Crafts, Cézame, (2015)
- The Mystery Series, Cézame (2016)
- The Creative Mind, Cézame (2017)
- Time and Space Variations (2018)
- Drama Games III, Universal (2019)
- Nombreux titres pour Kaptain Music : génériques LCI, Chroniques Criminelles TMC, etc.
- Bandes originales éditées par Cézame : Les Nombres (diff Arte), Les Gangsters et la République (diff la cinquième 2016), Faits Divers, l'Histoire à la Une (diff Arte 2017)